# For My Dear...
For My Dear... es el cuarto sencillo lanzado por la cantante Ayumi Hamasaki en octubre de 1998. El sencillo fue reeditado en febrero del 2001.

## Información
Esta canción se cree es una de las más difíciles para Ayumi, y esta podría ser una de las razones por las cuales no la canta en vivo. Un extracto de la canción es:
Quizás continúe cantando porque
Espero poder decir las palabras que más quiero algún día
Quizás ame a alguien
Pero no puedo oír las palabras que más quiero oír
En los comienzos las letras de Ayumi en general eran bastante tristes, y quizás esta canción sea una de las que más le duelen a la artista. En el álbum A Song for XX la artista puso una pequeña leyenda después de las letras de la canción escribiendo simplemente "Mi existencia".

## Video
En el video musical de la canción participan los mismos amigos de la cantante, que decidieron apoyarla en la grabación, y los muestra más que nada viviendo el diario vivir, pero sin poder nunca decirse nada los unos a los otros, solo con miradas tímidas.

## Canciones
- CD3" (1998)

1. «For My Dear...» "Original Mix"
2. «For My Dear...» "Acoustic Version"
3. «For My Dear...» "Original Mix -Instrumental-"

- CD5" (2001)

1. «For My Dear...» "Original Mix"
2. «For My Dear...» "Acoustic Version"
3. A Song for XX "she shell REPRODUCTION"
4. FRIEND II "JAZZY JET MIX"
5. As if... "Dub's L.B.M Remix"
6. «For My Dear...» "Original Mix -Instrumental-"
7. «For My Dear...» "Acoustic Version -Instrumental-"

- Datos: Q933744